# Asteron tasmaniense
Asteron tasmaniense är en spindelart som beskrevs av Rudy Jocqué och Baehr 200. Asteron tasmaniense ingår i släktet Asteron och familjen Zodariidae.
Artens utbredningsområde är Tasmanien. Inga underarter finns listade.